# 皮德列皮奇
49°31′28″N 34°21′18″E / 49.52444°N 34.35500°E
皮德列皮奇（烏克蘭語：Підлепичі），是烏克蘭的村落，位於該國中部波爾塔瓦州，由波爾塔瓦區負責管轄，距離格沃茲季基夫卡和謝爾久基1.5公里，海拔高度109米，2001年人口64。